# Rothkötter Unternehmensgruppe
Die Franz-Josef Rothkötter GmbH & Co. KG ist die Konzernobergesellschaft der Rothkötter Unternehmensgruppe, einem deutschen Hersteller von Mischfutter und Hühnerfleisch mit Hauptsitz in Meppen.
Mit einem Umsatz von 1,7 Mrd. Euro zählt das Unternehmen zu den größten Geflügelschlachtunternehmen in Europa und den umsatzstärksten Unternehmen der Fleischwirtschaft in Deutschland.

## Geschichte
1959 gründete der Müllermeister Franz Rothkötter ein Handelsunternehmen und kurz darauf eine Futtermühle in Meppen-Versen. Das dort hergestellte Kraftfutter vermarktete Rothkötter mit dem Werbespruch „Siegermast von Rothkötter“. Bis 1962 verkaufte Rothkötter in Säcke abgepacktes Futter und lieferte es an die Kunden aus.
Franz-Josef Rothkötter, der Sohn des Gründers, trat 1990 in das Unternehmen ein, 1994 übernahm er die Geschäftsführung. 2003 stieg das Unternehmen in die Schlachtung ein und wuchs innerhalb von sieben Jahren zum drittgrößten Hähnchenproduzenten Deutschlands.
Ebenfalls 2003 wurde die unternehmenseigene Brüterei in Dohren bei Herzlake in Betrieb genommen. Danach erfolgten fünf weitere Bauabschnitte.
2022 kaufte Rothkötter eine ehemalige Wurstfabrik in Börger von der Zur-Mühlen-Gruppe, um dort künftig Geflügelprodukte weiterzuverarbeiten.

## Produktionsstandorte
Die Unternehmensgruppe verfügt über sechs Produktionsstandorte in Norddeutschland: drei Mischfutterwerke, eine Brüterei und zwei Hühnerschlachthöfe.

### Mischfutterwerke

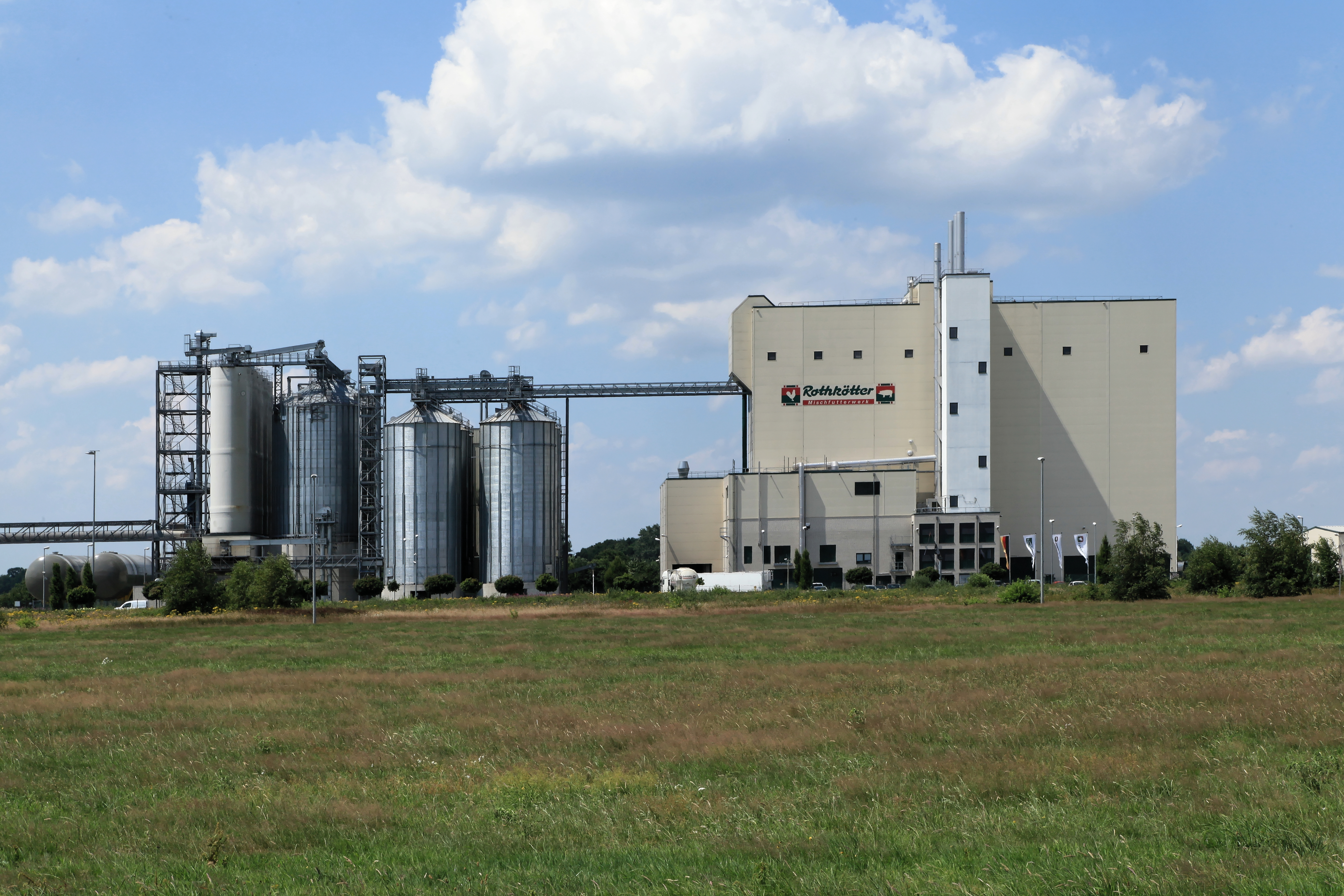
Mischfutterwerke in Haren

In den Werken der Produktionsstandorte Meppen-Versen, Haren-Eurohafen und Boizenburg werden Allein- und Ergänzungsfutter für Schweine, Mastgeflügel und Elterntiere hergestellt. Die Produktionsleistung lag 2023 insgesamt bei über 1.000.000 Tonnen pro Jahr, die von mehr als 200 Mitarbeitern im Vollschichtbetrieb hergestellt wurden.

### Brüterei
In der Emsland-Brüterei in Dohren produziert das Unternehmen Eintagsküken, die dann zur Aufzucht zu den Mästern transportiert werden.

### Hühnerschlachthöfe

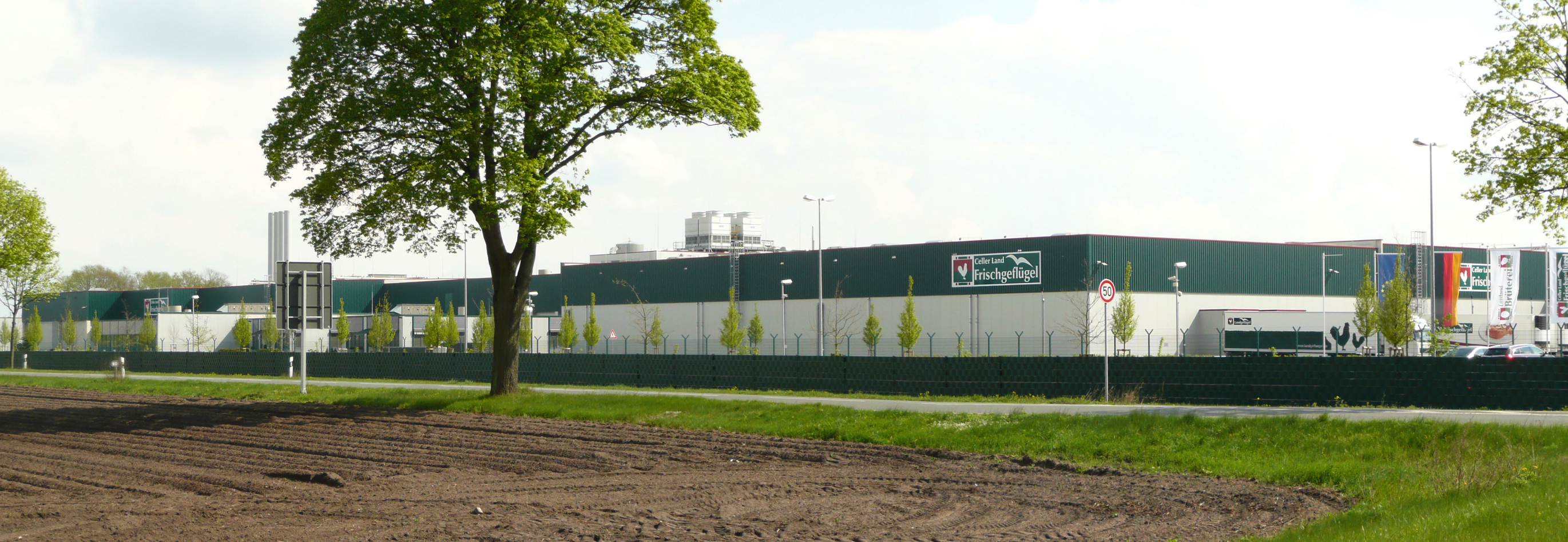
Hühnerschlachthof in Wietze

Der Hühnerschlachthof Emsland Frischgeflügel in Haren wurde im Jahr 2003 gegründet. Etwa 2.400 Mitarbeiter sind in dem Betrieb angestellt. An dem Standort betreibt das Unternehmen auch eine Kindertagesstätte.
Der Hühnerschlachthof Celler Land Frischgeflügel in Wietze wurde im Jahr 2011 gegründet. Dort sind im 2-Schicht-Betrieb etwa 1.200 Mitarbeiter beschäftigt. Damit ist es der größte Arbeitgeber der Gemeinde Wietze.